# Takuro Okuyama
Takuro Okuyama (奥山 卓廊 Okuyama Takuro?), född 27 oktober 1983 i Saitama prefektur, är en japansk före detta fotbollsspelare.
Okuyama började sin karriär 2007 i Thespa Kusatsu. 2008 flyttade han till Mitsubishi Mizushima. Han avslutade karriären 2008.